# Salgueiro (romance)
Salgueiro é um romance de Lúcio Cardoso publicado em 1935.
A história se passa no morro do Salgueiro (Rio de Janeiro), e mostra três gerações de homens ("Avô", "Pai" e "Filho", as partes do livro) e sua falta de perspectivas e dignidade.

## Personagens
- Geraldo - herói negro[1];
- Marta.